# Grigorij Nikitin
Grigorij Michajłowicz Nikitin (ros. Григорий Михайлович Никитин, ur. 26 grudnia 1889?/7 stycznia 1890, poległ w 1917 w I wojnie światowej) – rosyjski piłkarz czasów przedrewolucyjnych, grał na pozycji lewego napastnika.
Zawodnik petersburskich drużyn Nacjonały (ros. Националы) i Sport (Спорт). Wystąpił w dwóch meczach reprezentacji Imperium Rosyjskiego, w tym w jednym na Igrzyskach Olimpijskich 1912.